# Etapa Departamental de San Martín 2024
La Etapa Departamental de San Martín 2024 es un torneo de fútbol que forma parte de la Copa Perú 2024 y contará con la presencia de los equipos que resultaron campeón y subcampeón de las etapas provinciales del departamento de San Martín. El campeón y el subcampeón clasificarán a la Etapa Nacional de la Copa Perú 2024.

## Formato[1]
El torneo se dividirá en 2 fases, una de ellas será a partidos de eliminación directa.

### Fase 1
En esta fase se dividirá a los equipos en 3 grupos por acercamiento geográfico (Norte, Centro y Sur), los resultados de los partidos se sumarán en una tabla general, dieciséis avanzarán a la Fase 2 y los dos últimos puestos (17 y 18) quedarán eliminados.
| ZONA NORTE           |
| Equipo               |
| -------------------- |
| Campeón Lamas        |
| Subcampeón Lamas     |
| Campeón Moyobamba    |
| Subcampeón Moyobamba |
| Campeón Rioja        |
| Subcampeón Rioja     |

| ZONA CENTRO           |
| Equipo                |
| --------------------- |
| Campeón El Dorado     |
| Subcampeón El Dorado  |
| Campeón Picota        |
| Subcampeón Picota     |
| Campeón San Martín    |
| Subcampeón San Martín |

| ZONA SUR                    |
| Equipo                      |
| --------------------------- |
| Campeón Bellavista          |
| Subcampeón Bellavista       |
| Campeón Huallaga            |
| Subcampeón Huallaga         |
| Campeón Mariscal Cáceres    |
| Cubcampeón Mariscal Cáceres |

### Fase 2
En la fase 2 pasarán los primeros 16 puestos y se formarán llaves de partidos de ida y vuelta, exceptuando la final que será a partido único (1 - 16 ; 2 - 15 ; 3 - 14…) el equipo que esté en mejor posición en la tabla decidirá localía. La final se jugará en el Estadio IPD de Moyobamba.

## Participantes
Los participantes son el campeón y subcampeón de:
| - Liga provincial de Lamas - Liga provincial de Moyobamba - Liga provincial de Rioja | - Liga provincial de El Dorado - Liga provincial de Picota - Liga provincial de San Martín | - Liga provincial de Bellavista - Liga provincial de Huallaga - Liga provincial de Mariscal Cáceres |

| Provincia        | Equipo                                 |
| ---------------- | -------------------------------------- |
| Lamas            | Real Nativos                           |
| Lamas            | Asociación Deportiva del Oriente (ADO) |
| Moyobamba        | Emilio San Martín                      |
| Moyobamba        | Unión Moyobamba                        |
| Rioja            | Deportivo Ucrania                      |
| Rioja            | Atlético Awajún                        |
| El Dorado        | Real Ishichihui                        |
| El Dorado        | C.D Unión Santa Martha                 |
| Picota           | Club Power Picota                      |
| Picota           | ATC                                    |
| San Martín       | Unión Tarapoto                         |
| San Martín       | Grández FC                             |
| Bellavista       | Biavo FC                               |
| Bellavista       | Unión Cuzco FC                         |
| Huallaga         | Cantorrillo FC                         |
| Huallaga         | Oriental Sporting                      |
| Mariscal Cáceres | Deportivo Comercio                     |
| Mariscal Cáceres | Club Defensores Víveres                |

## Fase 1

### Tabla general
| Pos. | Equipo                 | Pts. | PJ | G | E | P | GF | GC | Dif. | Clasificación             |
| ---- | ---------------------- | ---- | -- | - | - | - | -- | -- | ---- | ------------------------- |
| 1    | Grández FC             | 6    | 2  | 2 | 0 | 0 | 6  | 3  | +3   | Avanza a octavos de final |
| 2    | Atlético Awajún        | 6    | 2  | 2 | 0 | 0 | 2  | 0  | +2   | Avanza a octavos de final |
| 3    | Real Ishichihu         | 4    | 2  | 1 | 1 | 0 | 6  | 3  | +3   | Avanza a octavos de final |
| 4    | Deportivo Ucrania      | 4    | 2  | 1 | 1 | 0 | 6  | 5  | +1   | Avanza a octavos de final |
| 5    | Deportivo Víveres      | 4    | 2  | 1 | 1 | 0 | 2  | 1  | +1   | Avanza a octavos de final |
| 6    | ADO                    | 4    | 2  | 1 | 1 | 0 | 2  | 1  | +1   | Avanza a octavos de final |
| 7    | Unión Tarapoto         | 3    | 2  | 1 | 0 | 1 | 4  | 2  | +2   | Avanza a octavos de final |
| 8    | Unión Cuzco FC         | 3    | 2  | 1 | 0 | 1 | 4  | 3  | +1   | Avanza a octavos de final |
| 9    | Oriental Sporting      | 3    | 2  | 1 | 0 | 1 | 1  | 1  | 0    | Avanza a octavos de final |
| 10   | Biavo FC               | 3    | 2  | 1 | 0 | 1 | 1  | 1  | 0    | Avanza a octavos de final |
| 11   | Deportivo Comercio     | 3    | 2  | 1 | 0 | 1 | 3  | 4  | −1   | Avanza a octavos de final |
| 12   | C.D Unión Santa Martha | 3    | 2  | 1 | 0 | 1 | 2  | 4  | −2   | Avanza a octavos de final |
| 13   | Unión Moyobamba        | 1    | 2  | 0 | 1 | 1 | 5  | 6  | −1   | Avanza a octavos de final |
| 14   | Emilio San Martín      | 1    | 2  | 0 | 1 | 1 | 1  | 2  | −1   | Avanza a octavos de final |
| 15   | Cantorcillo FC         | 1    | 2  | 0 | 1 | 1 | 1  | 2  | −1   | Avanza a octavos de final |
| 16   | ATC                    | 1    | 2  | 0 | 1 | 1 | 3  | 6  | −3   | Avanza a octavos de final |
| 17   | Real Nativos           | 0    | 2  | 0 | 0 | 2 | 0  | 2  | −2   | Eliminados                |
| 18   | Club Power Picota      | 0    | 2  | 0 | 0 | 2 | 3  | 6  | −3   | Eliminados                |

Actualizado a los partidos jugados el 11 de agosto.
 Fuente: Deporte Al Día - Total Sintonía Mil Pelotas

### partidos
| Ida               | Ida       | Ida                | Ida                                          | Ida         | Ida   |
| Local             | Resultado | Visitante          | Estadio                                      | Fecha       | Hora  |
| ----------------- | --------- | ------------------ | -------------------------------------------- | ----------- | ----- |
| Grández FC        | 4 - 2     | Club Power Picota  | Estadio Carlos Vidaurre (Tarapoto)           | 3 de agosto | 15:00 |
| Atlético Awajún   | 1 - 0     | Real Nativos       | IPD Nueva Cajamarca (Nueva Cajamarca)        | 4 de agosto | 15:00 |
| Unión Moyobamba   | 1 - 2     | Deportivo Ucrania  | IPD Moyobamba (Moyobamba)                    | 4 de agosto | 15:00 |
| ADO               | 0 - 0     | Emilio San Martín  | Estadio Cóndor Meto (Tabalosos)              | 4 de agosto | 15:00 |
| Club Santa Martha | 1 - 0     | Unión Tarapoto     | Estadio Eladio Tapullima (Sisa)              | 4 de agosto | 15:00 |
| ATC               | 0 - 0     | Real Ishichihu     | ()                                           | 4 de agosto | 15:00 |
| Oriental Sporting | 1 - 0     | Biavo FC           | Estadio municipal La Gran Saposoa (Huallaga) | 4 de agosto | 15:00 |
| Unión Cuzco FC    | 2 - 3     | Deportivo Comercio | I.E Isaac Newton (Alto Biavo)                | 4 de agosto | 15:00 |
| Defensor Víveres  | 1 - 0     | Cantorcillo FC     | Campo municipal Pajarillo (Mariscal Cáceres) | 4 de agosto | 15:00 |

| vuelta             | vuelta    | vuelta             | vuelta                                  | vuelta       | vuelta |
| Local              | Resultado | Visitante          | Estadio                                 | Fecha        | Hora   |
| ------------------ | --------- | ------------------ | --------------------------------------- | ------------ | ------ |
| Real Nativos       | 0 - 1     | Atlético Awajún    | Estadio de Pinto Recodo (Lamas)         | 11 de agosto | 15:00  |
| Deportivo Ucrania  | 4 - 4     | Unión Moyobamba    | IPD Nueva Cajamarca (Nueva Cajamarca)   | 11 de agosto | 15:00  |
| Emilio San Martín  | 1 - 2     | ADO                | IPD Moyobamba (Moyobamba)               | 11 de agosto | 15:00  |
| Real Ishechihui    | 6 - 3     | ATC                | Estadio Eladio Tapullima (Sisa)         | 11 de agosto | 15:00  |
| Unión Tarapoto     | 4 - 1     | Unión Santa Martha | Estadio Carlos Vidaurre (Tarapoto)      | 11 de agosto | 15:00  |
| Club Pawer Picota  | 1 - 2     | Grandez Fc         | Estadio municipal Picota (Picota)       | 11 de agosto | 15:00  |
| Biavo Fc           | 1 - 0     | Oriental Sporting  | I.E Isaac Newton (Alto Biavo)           | 11 de agosto | 15:00  |
| Deportivo Comercio | 0 - 2     | Unión Cuzco Fc     | Estadio municipal Pajarillo (Pajarillo) | 11 de agosto | 15:00  |
| Cantorcillo Fc     | 1 - 1     | Defensor Víveres   | Estadio la gran Saposoa (Saposoa)       | 11 de agosto | 15:00  |

## Fase 2, 3, 4 y final

### Cuadro de desarrollo
|  | Fase 2                                             | Fase 2                                             | Fase 2                                             | Fase 2                                             | Fase 2                                             |   |      | Fase 3                                         | Fase 3                                         | Fase 3                                         | Fase 3                                         | Fase 3                                         |  |   | Fase 4                                           | Fase 4                                           | Fase 4                                           | Fase 4                                           | Fase 4                                           |  |    | final              | final              | final              |  |
|  | ida (17 y 18 de agosto) vuelta (24 y 25 de agosto) | ida (17 y 18 de agosto) vuelta (24 y 25 de agosto) | ida (17 y 18 de agosto) vuelta (24 y 25 de agosto) | ida (17 y 18 de agosto) vuelta (24 y 25 de agosto) | ida (17 y 18 de agosto) vuelta (24 y 25 de agosto) |   |      | ida (1 de septiembre) vuelta (8 de septiembre) | ida (1 de septiembre) vuelta (8 de septiembre) | ida (1 de septiembre) vuelta (8 de septiembre) | ida (1 de septiembre) vuelta (8 de septiembre) | ida (1 de septiembre) vuelta (8 de septiembre) |  |   | ida (15 de septiembre) vuelta (22 de septiembre) | ida (15 de septiembre) vuelta (22 de septiembre) | ida (15 de septiembre) vuelta (22 de septiembre) | ida (15 de septiembre) vuelta (22 de septiembre) | ida (15 de septiembre) vuelta (22 de septiembre) |  |    | (29 de septiembre) | (29 de septiembre) | (29 de septiembre) |  |
|  |                                                    |                                                    |                                                    |                                                    |                                                    |   |      |                                                |                                                |                                                |                                                |                                                |  |   |                                                  |                                                  |                                                  |                                                  |                                                  |  |    |                    |                    |                    |  |
|  |                                                    |                                                    |                                                    |                                                    |                                                    |   |      |                                                |                                                |                                                |                                                |                                                |  |   |                                                  |                                                  |                                                  |                                                  |                                                  |  |    |                    |                    |                    |  |
|  | 1                                                  | Grández Fc                                         | 3                                                  | 2                                                  | 5                                                  |   |      |                                                |                                                |                                                |                                                |                                                |  |   |                                                  |                                                  |                                                  |                                                  |                                                  |  |    |                    |                    |                    |  |
|  | 1                                                  | Grández Fc                                         | 3                                                  | 2                                                  | 5                                                  |   |      |                                                |                                                |                                                |                                                |                                                |  |   |                                                  |                                                  |                                                  |                                                  |                                                  |  |    |                    |                    |                    |  |
|  | 16                                                 | ATC                                                | 1                                                  | 0                                                  | 1                                                  |   |      |                                                |                                                |                                                |                                                |                                                |  |   |                                                  |                                                  |                                                  |                                                  |                                                  |  |    |                    |                    |                    |  |
|  | 16                                                 | ATC                                                | 1                                                  | 0                                                  | 1                                                  |   | 1    | Grandez Fc                                     | 0                                              | 1                                              | 1(1)                                           |                                                |  |   |                                                  |                                                  |                                                  |                                                  |                                                  |  |    |                    |                    |                    |  |
|  |                                                    |                                                    |                                                    |                                                    |                                                    |   | 1    | Grandez Fc                                     | 0                                              | 1                                              | 1(1)                                           |                                                |  |   |                                                  |                                                  |                                                  |                                                  |                                                  |  |    |                    |                    |                    |  |
|  |                                                    |                                                    | 5                                                  | Defensores Viveres                                 | 0                                                  | 1 | 1(3) |                                                |                                                |                                                |                                                |                                                |  |   |                                                  |                                                  |                                                  |                                                  |                                                  |  |    |                    |                    |                    |  |
|  | 5                                                  | Defensores Viveres                                 | 5                                                  | Defensores Viveres                                 | 0                                                  | 1 | 1(3) | 0                                              | 1                                              | 1                                              |                                                |                                                |  |   |                                                  |                                                  |                                                  |                                                  |                                                  |  |    |                    |                    |                    |  |
|  | 5                                                  | Defensores Viveres                                 |                                                    |                                                    |                                                    |   |      |                                                |                                                | 1                                              |                                                |                                                |  |   |                                                  |                                                  |                                                  |                                                  |                                                  |  |    |                    |                    |                    |  |
|  | 12                                                 | C.D Unión Santa Martha                             | 0                                                  | 0                                                  | 0                                                  |   |      |                                                |                                                |                                                |                                                |                                                |  |   |                                                  |                                                  |                                                  |                                                  |                                                  |  |    |                    |                    |                    |  |
|  | 12                                                 | C.D Unión Santa Martha                             | 0                                                  | 0                                                  | 0                                                  |   |      |                                                |                                                |                                                |                                                |                                                |  | 5 | Defensores Viveres                               | 1                                                | 1                                                | 2                                                |                                                  |  |    |                    |                    |                    |  |
|  |                                                    |                                                    |                                                    |                                                    |                                                    |   |      |                                                |                                                |                                                |                                                |                                                |  | 5 | Defensores Viveres                               | 1                                                | 1                                                | 2                                                |                                                  |  |    |                    |                    |                    |  |
|  |                                                    |                                                    | 10                                                 | Biavo Fc                                           | 0                                                  | 3 | 3    |                                                |                                                |                                                |                                                |                                                |  |   |                                                  |                                                  |                                                  |                                                  |                                                  |  |    |                    |                    |                    |  |
|  | 3                                                  | Real Ishichihu                                     | 10                                                 | Biavo Fc                                           | 0                                                  | 3 | 3    | 4                                              | 1                                              | 5                                              |                                                |                                                |  |   |                                                  |                                                  |                                                  |                                                  |                                                  |  |    |                    |                    |                    |  |
|  | 3                                                  | Real Ishichihu                                     |                                                    |                                                    |                                                    |   |      |                                                |                                                | 5                                              |                                                |                                                |  |   |                                                  |                                                  |                                                  |                                                  |                                                  |  |    |                    |                    |                    |  |
|  | 14                                                 | Emilio San Martín                                  | 1                                                  | 1                                                  | 2                                                  |   |      |                                                |                                                |                                                |                                                |                                                |  |   |                                                  |                                                  |                                                  |                                                  |                                                  |  |    |                    |                    |                    |  |
|  | 14                                                 | Emilio San Martín                                  | 1                                                  | 1                                                  | 2                                                  |   | 3    | Real Ishichihui                                | 0                                              | 1                                              | 1                                              |                                                |  |   |                                                  |                                                  |                                                  |                                                  |                                                  |  |    |                    |                    |                    |  |
|  |                                                    |                                                    |                                                    |                                                    |                                                    |   | 3    | Real Ishichihui                                | 0                                              | 1                                              | 1                                              |                                                |  |   |                                                  |                                                  |                                                  |                                                  |                                                  |  |    |                    |                    |                    |  |
|  |                                                    |                                                    | 10                                                 | Biavo Fc                                           | 1                                                  | 1 | 2    |                                                |                                                |                                                |                                                |                                                |  |   |                                                  |                                                  |                                                  |                                                  |                                                  |  |    |                    |                    |                    |  |
|  | 7                                                  | Unión Tarapoto                                     | 10                                                 | Biavo Fc                                           | 1                                                  | 1 | 2    | 0                                              | 2                                              | 2                                              |                                                |                                                |  |   |                                                  |                                                  |                                                  |                                                  |                                                  |  |    |                    |                    |                    |  |
|  | 7                                                  | Unión Tarapoto                                     |                                                    |                                                    |                                                    |   |      |                                                |                                                | 2                                              |                                                |                                                |  |   |                                                  |                                                  |                                                  |                                                  |                                                  |  |    |                    |                    |                    |  |
|  | 10                                                 | Biavo Fc                                           | 0                                                  | 4                                                  | 4                                                  |   |      |                                                |                                                |                                                |                                                |                                                |  |   |                                                  |                                                  |                                                  |                                                  |                                                  |  |    |                    |                    |                    |  |
|  | 10                                                 | Biavo Fc                                           | 0                                                  | 4                                                  | 4                                                  |   |      |                                                |                                                |                                                |                                                |                                                |  |   |                                                  |                                                  |                                                  |                                                  |                                                  |  | 10 | Biavo Fc           | 0                  |                    |  |
|  |                                                    |                                                    |                                                    |                                                    |                                                    |   |      |                                                |                                                |                                                |                                                |                                                |  |   |                                                  |                                                  |                                                  |                                                  |                                                  |  | 10 | Biavo Fc           | 0                  |                    |  |
|  |                                                    |                                                    | 4                                                  | Deportivo Ucrania                                  | 3                                                  |   |      |                                                |                                                |                                                |                                                |                                                |  |   |                                                  |                                                  |                                                  |                                                  |                                                  |  |    |                    |                    |                    |  |
|  | 2                                                  | Atlético Awajún                                    | 4                                                  | Deportivo Ucrania                                  | 3                                                  | 0 | 4    | 4                                              |                                                |                                                |                                                |                                                |  |   |                                                  |                                                  |                                                  |                                                  |                                                  |  |    |                    |                    |                    |  |
|  | 2                                                  | Atlético Awajún                                    |                                                    |                                                    |                                                    |   |      |                                                |                                                |                                                |                                                |                                                |  |   |                                                  |                                                  |                                                  |                                                  |                                                  |  |    |                    |                    |                    |  |
|  | 15                                                 | Cantorcillo Fc                                     | 0                                                  | 1                                                  | 1                                                  |   |      |                                                |                                                |                                                |                                                |                                                |  |   |                                                  |                                                  |                                                  |                                                  |                                                  |  |    |                    |                    |                    |  |
|  | 15                                                 | Cantorcillo Fc                                     | 0                                                  | 1                                                  | 1                                                  |   | 2    | Atlético Awajum                                | 0                                              | 2                                              | 2                                              |                                                |  |   |                                                  |                                                  |                                                  |                                                  |                                                  |  |    |                    |                    |                    |  |
|  |                                                    |                                                    |                                                    |                                                    |                                                    |   | 2    | Atlético Awajum                                | 0                                              | 2                                              | 2                                              |                                                |  |   |                                                  |                                                  |                                                  |                                                  |                                                  |  |    |                    |                    |                    |  |
|  |                                                    |                                                    | 6                                                  | ADO                                                | 1                                                  | 3 | 4    |                                                |                                                |                                                |                                                |                                                |  |   |                                                  |                                                  |                                                  |                                                  |                                                  |  |    |                    |                    |                    |  |
|  | 6                                                  | ADO                                                | 6                                                  | ADO                                                | 1                                                  | 3 | 4    | 1                                              | 0                                              | 1                                              |                                                |                                                |  |   |                                                  |                                                  |                                                  |                                                  |                                                  |  |    |                    |                    |                    |  |
|  | 6                                                  | ADO                                                |                                                    |                                                    |                                                    |   |      |                                                |                                                | 1                                              |                                                |                                                |  |   |                                                  |                                                  |                                                  |                                                  |                                                  |  |    |                    |                    |                    |  |
|  | 11                                                 | Deportivo Comercio                                 | 0                                                  | 0                                                  | 0                                                  |   |      |                                                |                                                |                                                |                                                |                                                |  |   |                                                  |                                                  |                                                  |                                                  |                                                  |  |    |                    |                    |                    |  |
|  | 11                                                 | Deportivo Comercio                                 | 0                                                  | 0                                                  | 0                                                  |   |      |                                                |                                                |                                                |                                                |                                                |  | 6 | ADO                                              | 0                                                | 0                                                | 0                                                |                                                  |  |    |                    |                    |                    |  |
|  |                                                    |                                                    |                                                    |                                                    |                                                    |   |      |                                                |                                                |                                                |                                                |                                                |  | 6 | ADO                                              | 0                                                | 0                                                | 0                                                |                                                  |  |    |                    |                    |                    |  |
|  |                                                    |                                                    | 4                                                  | Deportivo Ucrania                                  | 3                                                  | 0 | 3    |                                                |                                                |                                                |                                                |                                                |  |   |                                                  |                                                  |                                                  |                                                  |                                                  |  |    |                    |                    |                    |  |
|  | 4                                                  | Deportivo Ucrania                                  | 4                                                  | Deportivo Ucrania                                  | 3                                                  | 0 | 3    | 1                                              | 1                                              | 2(3)                                           |                                                |                                                |  |   |                                                  |                                                  |                                                  |                                                  |                                                  |  |    |                    |                    |                    |  |
|  | 4                                                  | Deportivo Ucrania                                  |                                                    |                                                    |                                                    |   |      |                                                |                                                | 2(3)                                           |                                                |                                                |  |   |                                                  |                                                  |                                                  |                                                  |                                                  |  |    |                    |                    |                    |  |
|  | 13                                                 | Unión Moyobamba                                    | 1                                                  | 1                                                  | 2(2)                                               |   |      |                                                |                                                |                                                |                                                |                                                |  |   |                                                  |                                                  |                                                  |                                                  |                                                  |  |    |                    |                    |                    |  |
|  | 13                                                 | Unión Moyobamba                                    | 1                                                  | 1                                                  | 2(2)                                               |   | 4    | Deportivo Ucrania                              | 6                                              | 0                                              | 6                                              |                                                |  |   |                                                  |                                                  |                                                  |                                                  |                                                  |  |    |                    |                    |                    |  |
|  |                                                    |                                                    |                                                    |                                                    |                                                    |   | 4    | Deportivo Ucrania                              | 6                                              | 0                                              | 6                                              |                                                |  |   |                                                  |                                                  |                                                  |                                                  |                                                  |  |    |                    |                    |                    |  |
|  |                                                    |                                                    | 9                                                  | Oriental Sporting                                  | 1                                                  | 3 | 3    |                                                |                                                |                                                |                                                |                                                |  |   |                                                  |                                                  |                                                  |                                                  |                                                  |  |    |                    |                    |                    |  |
|  | 8                                                  | Unión Cuzco FC                                     | 9                                                  | Oriental Sporting                                  | 1                                                  | 3 | 3    | 0                                              | 3                                              | 3                                              |                                                |                                                |  |   |                                                  |                                                  |                                                  |                                                  |                                                  |  |    |                    |                    |                    |  |
|  | 8                                                  | Unión Cuzco FC                                     |                                                    |                                                    |                                                    |   |      |                                                |                                                | 3                                              |                                                |                                                |  |   |                                                  |                                                  |                                                  |                                                  |                                                  |  |    |                    |                    |                    |  |
|  | 9                                                  | Oriental Sporting                                  | 2                                                  | 2                                                  | 4                                                  |   |      |                                                |                                                |                                                |                                                |                                                |  |   |                                                  |                                                  |                                                  |                                                  |                                                  |  |    |                    |                    |                    |  |
|  | 9                                                  | Oriental Sporting                                  | 2                                                  | 2                                                  | 4                                                  |   |      |                                                |                                                |                                                |                                                |                                                |  |   |                                                  |                                                  |                                                  |                                                  |                                                  |  |    |                    |                    |                    |  |
|  |                                                    |                                                    |                                                    |                                                    |                                                    |   |      |                                                |                                                |                                                |                                                |                                                |  |   |                                                  |                                                  |                                                  |                                                  |                                                  |  |    |                    |                    |                    |  |

### Partidos
| Fase 2 ida             | Fase 2 ida | Fase 2 ida         | Fase 2 ida                           | Fase 2 ida   | Fase 2 ida |
| Local                  | Resultado  | Visitante          | Estadio                              | Fecha        | Hora       |
| ---------------------- | ---------- | ------------------ | ------------------------------------ | ------------ | ---------- |
| Emilio San Martín      | 1 - 4      | Real Ishichihu     | IPD Moyobamba (Moyobamba)            | 17 de agosto | 15:00      |
| Cantorcillo Fc         | 0 - 0      | Atlético Awajún    | Estadio la gran Saposoa (Saposoa)    | 17 de agosto | 15:00      |
| ATC                    | 1 - 3      | Grández Fc         | Estadio municipal de Picota (Picota) | 18 de agosto | 15:00      |
| C.D Unión Santa Martha | 0 - 0      | Defensores Viveres | Estadio Eladio Tapulllima (Sisa)     | 18 de agosto | 15:00      |
| Biavo Fc               | 0 - 0      | Unión Tarapoto     | I.E Isaac Newton (Alto Biavo)        | 18 de agosto | 15:00      |
| Deportivo Comercio     | 0 - 1      | ADO                | IPD Juanjuí (Juanjuí)                | 18 de agosto | 15:00      |
| Unión Moyobamba        | 1 - 1      | Deportivo Ucrania  | IPD Moyobamba (Moyobamba)            | 18 de agosto | 15:00      |
| Oriental Sporting      | 2 - 0      | Unión Cuzco FC     | Estadio la gram Saposoa (Saposoa)    | 18 de agosto | 15:00      |

| Fase 2 vuelta      | Fase 2 vuelta | Fase 2 vuelta      | Fase 2 vuelta                         | Fase 2 vuelta | Fase 2 vuelta |
| Local              | Resultado     | Visitante          | Estadio                               | Fecha         | Hora          |
| ------------------ | ------------- | ------------------ | ------------------------------------- | ------------- | ------------- |
| Deportivo Ucrania  | 1 - 1 (3-2)   | Unión Moyobamba    | IPD Nueva Cajamarca (Nueva Cajamarca) | 24 de agosto  | 15:00         |
| Unión Tarapoto     | 2 - 4         | Biavo Fc           | Estadio Carlos Vidaurre (Tarapoto)    | 24 de agosto  | 15:00         |
| Grandez Fc         | 2 - 0         | ATC                | Estadio Carlos Vidaurre (Tarapoto)    | 25 de agosto  | 15:00         |
| Defensores Viveres | 1 - 0         | Unión Santa Martha | Estadio Pajarillo (Pajarillo)         | 25 de agosto  | 15:00         |
| Unión Cuzco        | 3 - 2         | Oriental Sporting  | I.E Isaac Newton (Alto Biavo)         | 25 de agosto  | 15:00         |
| ADO                | 0 - 0         | Deportivo Comercio | Estadio Tabalosos (Tabalosos)         | 25 de agosto  | 15:00         |
| Real Ishichihui    | 1 - 1         | Emilio San Martín  | Estadio Eladio Tapullima (Sisa)       | 25 de agosto  | 15:00         |
| Atlético Awajum    | 4 - 1         | Cantorcillo Fc     | IPD Nueva Cajamarca (Nueva Cajamarca) | 25 de agosto  | 15:00         |

| Fase 3 ida        | Fase 3 ida | Fase 3 ida         | Fase 3 ida                            | Fase 3 ida      | Fase 3 ida |
| Local             | Resultado  | Visitante          | Estadio                               | Fecha           | Hora       |
| ----------------- | ---------- | ------------------ | ------------------------------------- | --------------- | ---------- |
| Grandez Fc        | 0 - 0      | Defensores Viveres | Estadio Pajarillo (Pajarillo)         | 1 de septiembre | 15:00      |
| Biavo Fc          | 1 - 0      | Real Ishichihui    | IPD de Bellavista (Bellavista)        | 1 de septiembre | 15:00      |
| ADO               | 1 - 0      | Atlético Awajum    | Estadio Tabalosos (Tabalosos)         | 1 de septiembre | 15:00      |
| Deportivo Ucrania | 6 - 1      | Oriental Sporting  | IPD Nueva Cajamarca (Nueva Cajamarca) | 1 de septiembre | 15:00      |

| Fase 3 vuelta      | Fase 3 vuelta | Fase 3 vuelta     | Fase 3 vuelta                         | Fase 3 vuelta   | Fase 3 vuelta |
| Local              | Resultado     | Visitante         | Estadio                               | Fecha           | Hora          |
| ------------------ | ------------- | ----------------- | ------------------------------------- | --------------- | ------------- |
| Defensores Viveres | 1 - 1(1-3)    | Grandez Fc        | Estadio Carlos Vidaurre (Tarapoto)    | 8 de septiembre | 15:00         |
| Real Ishichihui    | 1 - 1         | Biavo Fc          | Estadio Eladio Tapullima (Sisa)       | 8 de septiembre | 15:00         |
| Atlético Awajum    | 2 - 3         | ADO               | IPD Nueva Cajamarca (Nueva Cajamarca) | 8 de septiembre | 15:00         |
| Oriental Sporting  | 3 - 0         | Deportivo Ucrania | Estadio la Gran Saposoa (Saposoa)     | 8 de septiembre | 15:00         |